# Ivy Nile
Emily Andzulis (Knoxville, Tennessee, 26 de febrero de 1992) es una luchadora profesional, artista marcial mixta y competidora de fitness estadounidense. Actualmente trabaja para la empresa WWE, donde se presenta en la marca Raw bajo el nombre de Ivy Nile, además de ser miembro del stable American made.

## Primeros años
Andzulis recibió reconocimiento nacional por sus apariciones en el programa de juegos deportivos de NBC, Titan Games, presentado por Dwayne Johnson. También compitió en artes marciales mixtas en la división de peso mosca femenino.

## Carrera

### WWE (2020-presente)

#### NXT (2020-2023)
El 13 de enero de 2020, se informó que WWE la había firmado a un contrato de desarrollo. Previo a su contratación, realizó un tryout para la empresa en abril de 2019, y se trasladó a Knoxville, Tennessee, para entrenar en la escuela de lucha libre Jacobs-Prichard Wrestling Academy bajo la enseñanza de Glenn «Kane» Jacobs y Tom Prichard.
Hizo su debut en el ring durante un house show de NXT, donde se alió con Catalina Garcia y Rita Reis en una lucha por equipos, en la que fueron derrotadas por  Deonna Purrazzo, Indi Hartwell y MJ Jenkins. En el episodio de 23 de septiembre de 2020 de NXT, efectuó su debut televisado durante una batalla real que determinaría a la contendiente principal al Campeonato Femenino de NXT, la cual fue ganada por Candice LeRae. Después de una extensa ausencia luchística, regresó al año siguiente en el episodio del 12 de octubre de 2021 de NXT, apareciendo bajo el nombre de Ivy Nile y siendo presentada como miembro de la facción Diamond Mine junto a Roderick Strong, The Creed Brothers, Hachiman, y Malcolm Bivens. Posteriormente, derrotó a Valentina Feroz en su primera lucha individual televisada.
En febrero de 2022, Nile comenzó a formar equipo con Tatum Paxley, y su primera lucha juntas fue obteniendo una victoria al derrotar a Fallon Henley y Kayla Inlay en NXT Level Up. En el episodio del 22 de febrero de NXT, Paxley y Nile participaron en la primera ronda del Dusty Rhodes Tag Team Classic femenino, enfrentándose a Kacy Catanzaro y Kayden Carter, siendo derrotadas.
En el episodio del 2 de agosto de NXT, Nile y Paxley participaron en una lucha fatal de cuatro contra cuatro equipos contra Katana Chance y Kayden Carter, Valentina Feroz y Yulisa León, y Toxic Attraction (Gigi Dolin y Jacy Jayne), cuyo premio serían los Campeonatos Femeninos en Parejas de NXT, sin tener éxito en ganar. Después de sentirse moralmente abandonada por Nile, en el episodio del 14 de marzo de 2023 de NXT, Paxley cambió a heel (ruda) y la abandonó durante una lucha de tres contra tres equipos, atacándola y provocando que sufriera el pinfall a manos de Alba Fyre e Isla Dawn. En el episodio del 4 de abril de NXT, Nile derrotó a Paxley para poner fin a su rivalidad.

#### Raw (2023-presente)
En el episodio del 6 de noviembre de 2023 de Raw, los Creed Brothers y Nile fueron oficialmente asignados a la antedicha marca. En el mismo episodio, Nile participó en una batalla real que tendría como premio un combate por el Campeonato Mundial Femenino en Survivor Series. En dicho combate, logró eliminar a Kayden Carter, Katana Chance, y Natalya, hasta finalmente quedar como una de las últimas cuatro participantes, antes de ser sacada por la ya entonces eliminada Nia Jax. En el episodio del 20 de noviembre de Raw, Nile se asoció con Maxxine Dupri de Alpha Academy para participar en una lucha fatal por equipos de cuatro contra cuatro, en la que las ganadoras conseguirían un encuentro por los Campeonatos Femeninos en Parejas de WWE, sin embargo, no lograron ganar.
En el episodio del 11 de diciembre de Raw, Nile acompañó a Dupri en su lucha no titular contra la Campeona Mundial Femenina Rhea Ripley. Ripley ganó por sumisión y no soltó su candado de sometimiento hasta que Nile entró al ring para encararla. Ripley luego prometió hacer de Nile un ejemplo para poner en aviso a la división femenina, aceptando poner en juego el Campeonato Mundial Femenino contra ella en Raw: Day 1. En dicho episodio de Raw, llevado a cabo el 1 de enero de 2024, Nile, en su combate debut individual en el roster principal, no logró derrotarla para capturar el título. El 27 de enero, hizo su debut en un Royal Rumble al participar en la versión femenina de dicha contienda, ingresando a la misma con el puesto número ocho, antes de ser eliminada por Nia Jax. En el episodio del 22 de abril de Raw, compitió en el evento principal de la noche durante una batalla real que determinaría a una nueva Campeona Mundial Femenina, pero no logró ganar, ya que fue eliminada por Nia Jax. En el episodio del 6 de mayo de Raw, fue derrotada por Zoey Stark en la ronda clasificatoria del torneo Queen of the Ring. El 14 de mayo, hizo un regresó al ring de NXT, enfrentándose a Lash Legend en un combate clasificatorio a la lucha de escaleras por el Campeonato Norteamericano Femenino de NXT, en el que salió derrotada.

## Otros medios

### Videojuegos
| Año  | Título        | Notas                                                  | Ref.   |
| ---- | ------------- | ------------------------------------------------------ | ------ |
| 2021 | WWE SuperCard | Juego de actualizaciones periódicas para iOS y Android | [ 20 ] |
| 2023 | WWE 2K23      | Incluida en el paquete «Race to NXT» como DLC          | [ 21 ] |
| 2024 | WWE 2K24      |                                                        | [ 22 ] |

## Vida personal
En 2022, Nile se casó con el instructor de fitness Ari Levy.